# 黏菌素
黏菌素（INN:colistin，也稱為多黏菌素 E）是一種抗生素，作為治療包含肺炎在內的多重抗藥性革蘭氏陰性菌感染的最後手段。這類感染與綠膿桿菌、肺炎克雷伯氏菌或不動桿菌屬等病原細菌有關聯。黏菌素有兩種形式：黏菌素甲磺酸鈉，經由靜脈注射、肌肉注射或由患者吸入給藥，而硫酸黏菌素則主要塗抹在皮膚上（外用藥物）或是口服給藥。黏菌素甲磺酸鈉是一種前體藥物 - 經由化學反應，將黏菌素分子上的特定部分（伯胺）接上一個叫做磺甲基的化學基團而製成。黏菌素甲磺酸鈉在非經腸道途徑給藥時，其毒性會低於黏菌素。黏菌素甲磺酸鈉在水溶液中會水解，形成部分硫甲基化衍生物以及黏菌素的複雜混合物。
世界部分地區自2015年起已開始有對黏菌素的抗藥性出現。
使用注射形式的黏菌素常見的副作用有腎臟問題和神經系統問題。其他嚴重的副作用有過敏性休克、肌肉無力和艱難擬梭菌感染相關性腹瀉。吸入形式製劑可能導致支氣管收縮。目前尚不清楚個體於懷孕期間使用對胎兒是否安全。黏菌素屬於多黏菌素類藥物。它的作用是分解細胞膜，通常會導致細菌死亡。
黏菌素於1947年被發現，黏菌素甲磺酸鈉於1970年在美國獲得批准用於醫療用途。它已列入世界衛生組織基本藥物標準清單之中。世界衛生組織（WHO）將黏菌素歸類為對人類醫學不可或缺的藥物。市場上有其通用名藥物流通。此藥物由類芽孢桿菌屬中萃取而來。

## 醫療用途

### 抗菌譜
黏菌素在治療由假單胞菌屬、埃希氏菌屬和克雷伯氏菌屬菌種引起的感染方面有效。以下是代表一些具有醫學意義的微生物最小抑菌濃度 (MIC) 敏感性數據：
- 大腸桿菌：0.12–128微克/毫升
- 肺炎克雷伯氏菌：0.25–128微克/毫升
- 綠膿桿菌：≤0.06–16微克/毫升

### 給藥和劑量

#### 劑型
市售黏菌素藥物有兩種形式：硫酸黏菌素和黏菌素甲磺酸鈉。硫酸黏菌素是陽離子，而黏菌素甲磺酸鈉是陰離子。硫酸黏菌素穩定，而黏菌素甲磺酸鈉則容易水解成多種甲磺酸化衍生物。硫酸黏菌素和黏菌素甲磺酸鈉通過不同的途徑從用藥者體內排出。對綠膿桿菌而言，黏菌素甲磺酸鈉是黏菌素的無活性前藥。硫酸黏菌素和黏菌素甲磺酸兩者不可互換使用。

#### 劑量
硫酸黏菌素和黏菌素甲磺酸鈉都可經由靜脈注射給藥，但劑量計算很複雜。研究人員Li等人注意到世界不同地區，在黏菌素甲磺酸鈉非經腸道途徑給藥產品的標籤指示並不相同。
由於黏菌素在50多年前就已引入臨床應用，因此它從未受到現代藥物所受的法規約束，而黏菌素的劑量也並沒標準化，也沒關於藥理學或藥物動力學的詳細試驗。因此，對於大多數感染，黏菌素的最佳劑量仍然未知。

### 抗藥性
對黏菌素的抗藥性很罕見，但已有相關描述。截至2017年，科學界對如何定義黏菌素抗藥性尚未達成共識。法國微生物學會採2毫克/公升的最小抑菌濃度臨界值，而英國抗菌化學治療學會則將4毫克/公升或更低的最小抑菌濃度臨界值設定為敏感，8毫克/公升或更高設定為抗藥性。美國則沒提出描述黏菌素敏感性的標準。
第一個已知的黏菌素抗藥性基因存在質體中，可在細菌菌株之間傳播，此基因被稱為MCR-1。MCR-1於2011年在中國一個經常使用黏菌素的養豬場被發現，並在2015年11月公諸於世。自2015年12月起，在東南亞、數個歐洲國家和美國均陸續證實這種質體基因的存在。
首個詳細的黏菌素抗藥性研究報告在印度發表，該研究記錄並分析18個月內出現的13例黏菌素抗藥性感染病例。研究結論指出，泛耐藥性感染，尤其是血液感染，具有更高的死亡率。其他印度醫院也報告多起病例。對多黏菌素的抗藥性出現通常低於10%，但在地中海和東南亞/東亞（韓國和新加坡）更為常見，這些地區的黏菌素抗藥性案例數目正在上升。美國於2016年5月發現對黏菌素具有抗藥性的大腸桿菌。
並非所有對黏菌素和其他一些抗生素的抗藥性都是由於抗藥性基因存在所導致。異質性抗藥性是指表觀上基因相同的微生物，對某種抗生素表現出不同程度的抗藥性現象。這種現象最晚從2016年起已在某些腸桿菌屬細菌中觀察到，並在2017-2018年於某些肺炎克雷伯氏菌菌株中發現。在某些情況下，這種現象會產生嚴重的臨床後果。

## 不良反應
靜脈注射發生的主要毒性是腎毒性和神經毒性，但這可能是給藥的劑量非常高 - 遠高於目前製造商推薦的，並且沒針對患者已有的腎臟疾病作調整。神經毒性和腎毒性作用似乎是暫時性，停藥或減少劑量後會消退。
每8小時經靜脈注射160毫克黏菌素甲磺酸鈉的劑量，很少發生腎毒性。事實上，黏菌素似乎比後來取代它的胺基糖苷類抗生素毒性更小，且連續使用長達6個月也並未有不良影響。低白蛋白血症患者尤其容易出現黏菌素引起的腎毒性。
氣霧劑（吸入式）治療發生的主要毒性是支氣管痙攣，可使用β2-腎上腺素受體激動劑（如沙丁胺醇）或按照脫敏療程進行治療或預防。

## 作用機制
黏菌素是一種聚陽離子肽，同時具有親水性和親脂性官能基。
黏菌素與革蘭氏陰性菌外細胞膜中的脂多醣和磷脂結合。它與膜脂質磷酸基團競爭性地取代二價陽離子（Ca2+和Mg2+），導致外細胞膜破壞、細胞內物質洩漏，繼而死亡。

## 藥物動力學
胃腸道中不會發生具有臨床意義的黏菌素吸收，因此對於全身性感染，必須經由注射黏菌素給藥。黏菌素甲磺酸酯經由腎臟消除，但黏菌素則通過尚未明確的非腎臟機制消除。

## 歷史
黏菌素最初於1949年由日本微生物學家Y. Koyama（小山康夫）在日本從一瓶發酵的多黏芽孢桿菌變種黏菌素（Bacillus polymyxa var. colistinus）中分離而來，並於1959年開始用於臨床應用。
黏菌素甲磺酸鈉是一種毒性較低的黏菌素前藥，於1959年開始作注射劑使用。由於此藥物具有腎毒性和神經毒性，因此其使用在1980年代受到廣泛停止。雖然黏菌素具有毒性，但隨著多重抗藥性細菌在1990年代日益普遍，它開始作為一種迫不得已的應急方案，而受到重新審視。
黏菌素也曾用於畜牧業，尤其是在1980年代以後的中國。中國在此類的黏菌素於2015年的產量超過2,700噸。但在2016年開始禁止在畜牧業中使用黏菌素作為生長促進劑。

## 生物合成

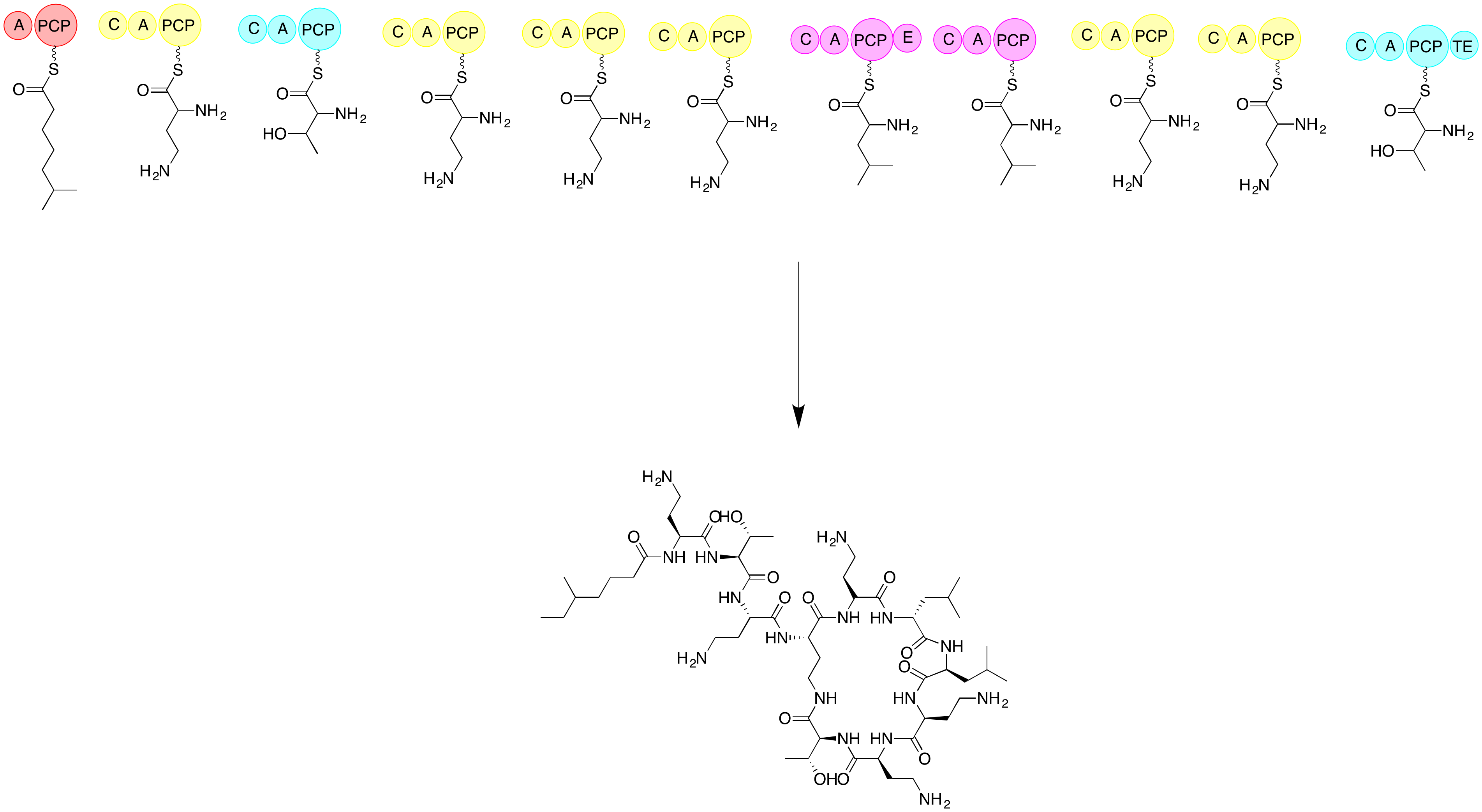
生物合成黏菌素流程：載入區結構域的6-甲基庚酸顯示為鮭魚色（偏粉紅的橘色），2,4-二胺基丁酸為黃色、蘇胺酸為淺藍色，及白胺酸為洋紅色（紫紅色）。

生物合成黏菌素需用到三種胺基酸：蘇胺酸、白胺酸和2,4-二胺基丁酸。

## 延伸閱讀
- Reardon S. . Nature. December 2015. doi:10.1038/nature.2015.19037 .

## 外部連結
- . Science.gov.